# Thái Khiết
Thái Khiết (tiếng Anh: Jacky Cai,sinh ngày 2 tháng 1 năm 1989) là nữ diễn viên, Lần lượt tham gia cuộc thi Hoa hậu Melbourne Hoa hậu Và Hoa hậu Trung Quốc quốc tế vào năm 2012 và 2013, và chính thức gia nhập làng giải trí sau khi tốt nghiệp đại học vào năm 2014.

## Tiểu sử
Thái Khiết sinh ra ở Trạm Giang, Quảng Đông, sau đó chuyển đến Quảng Châu, học trường mẫu giáo số 3 thành phố Trạm Giang, trường mẫu giáo số 1 cơ quan thành phố Trạm Giang, trường tiểu học số 15 thành phố Trạm Giang quận Xích Khảm, trường trung học liên kết đại học sư phạm Nam Trung Quốc (trường trung học cơ sở đầu tiên) và trường trung học thực nghiệm Quảng Đông (trung học cơ sở), đại học theo học khoa đạo diễn của Đại học Tế Nam, là diễn viên nổi tiếng Trương Thiết Lâm Ái Đồ. Sau khi tốt nghiệp, ông theo đuổi bằng Thạc sĩ Truyền thông Sáng tạo tại Đại học Công nghệ Hoàng gia Melbourne, Úc.
Năm 2012, cô tham gia cuộc thi Hoa hậu Người Hoa gốc Melbourne, bao gồm bảy giải thưởng lớn, bao gồm nhà vô địch và Hoa hậu gương cao nhất, lập kỷ lục khu vực. Năm 2013, đại diện cho Melbourne đến Hồng Kông để tham gia cuộc thi Hoa hậu Trung Quốc Quốc tế và giành được sự chào đón nhất của các phương tiện truyền thông. Trở về Úc sau trận đấu để hoàn thành bằng cấp của mình.

## Tác phẩm diễn xuất
| Năm                | Tên Hán Việt/ Tên Việt hóa     | Tên phim gốc                    | Vai diễn        |
| ------------------ | ------------------------------ | ------------------------------- | --------------- |
| TVB                |                                |                                 |                 |
| 2021               | Quyền vương                    | 拳王 The Ringmaster             | Giang Gia Tình  |
| 2022               | Pháp chứng tiên phong V        | 法證先鋒V Forensic Heroes V     | Phạm Bội Thanh  |
| Đang quay          | Nhất Vũ Khuynh Thành           | 一舞傾城                        |                 |
| Thiệu thị huynh đệ |                                |                                 |                 |
| 2018               | Phi Hổ Chi Lôi Đình cực chiến  | 飛虎之雷霆極戰 Flying Tiger II  | Mao Dật Mẫn     |
| 2020               | Tam hiệp phi phàm              | 非凡三俠 The Impossible 3       | Linda／AI Linda |
| 2021               | Anh hùng dũng cảm của phi hổ   | 飛虎之壯志英雄 Flying Tiger III | 宋潔怡          |
| Chờ phát sóng      | Liêm chính bắn tỉa bức màn đen | 廉政狙擊·黑幕                   | Vani            |
| Phim điện ảnh khác |                                |                                 |                 |
| 2015               | Đạp huyết tầm mai              | 踏血寻梅 / Port of Call         | Lý Mộ Dung      |